# فاديم كاربوف
فاديم كاربوف (بالروسية: Вадим Юрьевич Карпов)‏ هو لاعب كرة قدم روسي في مركز الدفاع، ولد في 14 يوليو 2002 في كوتلاس في روسيا. لعب مع سيسكا موسكو.

## وصلات خارجية
- فاديم كاربوف على موقع الاتحاد الأوربي (الإنجليزية)
- فاديم كاربوف على موقع قاعدة بيانات كرة القدم.إي يو (الإنجليزية)
- فاديم كاربوف على موقع Soccerway.com (الإنجليزية)
- فاديم كاربوف على موقع عالم كرة القدم.نت (الإنجليزية)